# Луонг Тхі Куен
Луонг Тхі Куен (в'єт. Lương Thị Quyên; нар. 13 жовтня 1986) — в'єтнамська борчиня вільного стилю, дворазова бронзова призерка чемпіонатів Азії, срібна призерка Ігор Південно-Східної Азії.

## Життєпис
Боротьбою почала займатися з 2002 року.
Тренер — Фрідон Чхартішвілі, Ле Сянь Дон.

## Спортивні результати на міжнародних змаганнях

### Виступи на Чемпіонатах світу
| Змагання                        | Збірна  | Вагова категорія          | Місце |
| ------------------------------- | ------- | ------------------------- | ----- |
| Чемпіонат світу з боротьби 2006 | В'єтнам | жіноча боротьба, до 67 кг | 11    |
| Чемпіонат світу з боротьби 2007 | В'єтнам | жіноча боротьба, до 63 кг | 27    |
| Чемпіонат світу з боротьби 2011 | В'єтнам | жіноча боротьба, до 63 кг | 21    |

### Виступи на Чемпіонатах Азії
| Змагання                       | Збірна  | Вагова категорія          | Місце  |
| ------------------------------ | ------- | ------------------------- | ------ |
| Чемпіонат Азії з боротьби 2004 | В'єтнам | жіноча боротьба, до 67 кг | 5      |
| Чемпіонат Азії з боротьби 2005 | В'єтнам | жіноча боротьба, до 67 кг | 7      |
| Чемпіонат Азії з боротьби 2009 | В'єтнам | жіноча боротьба, до 63 кг | Бронза |
| Чемпіонат Азії з боротьби 2010 | В'єтнам | жіноча боротьба, до 63 кг | 7      |
| Чемпіонат Азії з боротьби 2011 | В'єтнам | жіноча боротьба, до 63 кг | Бронза |
| Чемпіонат Азії з боротьби 2012 | В'єтнам | жіноча боротьба, до 63 кг | 8      |

### Виступи на Азійських іграх
| Змагання           | Збірна  | Вагова категорія          | Місце |
| ------------------ | ------- | ------------------------- | ----- |
| Азійські ігри 2006 | В'єтнам | жіноча боротьба, до 72 кг | 7     |
| Азійські ігри 2010 | В'єтнам | жіноча боротьба, до 63 кг | 8     |

### Виступи на Іграх Південно-Східної Азії
| Змагання                        | Збірна  | Вагова категорія          | Місце  |
| ------------------------------- | ------- | ------------------------- | ------ |
| Ігри Південно-Східної Азії 2011 | В'єтнам | жіноча боротьба, до 63 кг | Срібло |

### Виступи на Чемпіонатах світу серед студентів
| Змагання                                        | Збірна  | Вагова категорія          | Місце |
| ----------------------------------------------- | ------- | ------------------------- | ----- |
| Чемпіонат світу з боротьби серед студентів 2006 | В'єтнам | жіноча боротьба, до 63 кг | 5     |

### Виступи на інших змаганнях
| Змагання                                                     | Збірна  | Вагова категорія          | Місце  |
| ------------------------------------------------------------ | ------- | ------------------------- | ------ |
| Олімпійський кваліфікаційний турнір з боротьби 2012 (Астана) | В'єтнам | жіноча боротьба, до 63 кг | Бронза |

### Виступи на змаганнях молодших вікових груп
| Змагання                                      | Збірна  | Вагова категорія          | Місце |
| --------------------------------------------- | ------- | ------------------------- | ----- |
| Чемпіонат Азії з боротьби серед юніорів 2004  | В'єтнам | жіноча боротьба, до 67 кг | 4     |
| Чемпіонат Азії з боротьби серед юніорів 2005  | В'єтнам | жіноча боротьба, до 63 кг | 4     |
| Чемпіонат світу з боротьби серед юніорів 2005 | В'єтнам | жіноча боротьба, до 63 кг | 9     |